# ریشه در خون
ریشه در خون فیلمی به کارگردانی سیروس الوند و نویسندگی محمد دیهیمی ساختهٔ سال ۱۳۶۲ است.

## خلاصه داستان
جوانی به نام حجت، که بر ضد قانون کاپیتولاسیو ن فعالیت می‌کند، قرار است به همراه رسول از روستایی به روستای دیگر منتقل شود...

## بازیگران
- فرامرز قریبیان
- اکبر زنجانپور
- حمید طاعتی
- نعمت‌اله گرجی
- زکریا هاشمی
- جهانگیر الماسی